# Gabala (geslacht)
Gabala is een geslacht van vlinders van de familie visstaartjes (Nolidae), uit de onderfamilie Chloephorinae.

## Soorten
- G. argentata Butler, 1878
- G. aurantica Roepke
- G. australiata Warren, 1916
- G. flavicosta Warren, 1916
- G. flavimargo Warren, 1916
- G. grjebinella (Viette, 1956)
- G. hilaris Warren, 1916
- G. margarita Bethune-Baker, 1908
- G. polyspilalis Walker, 1865
- G. quadrinigrata Warren, 1916
- G. roseoretis Kobes, 1983
- G. sanguinata Warren, 1916